# Walter Vílchez
Walter Ricardo Vílchez Soto, né le 20 février 1982 à Chiclayo au Pérou, est un footballeur international péruvien qui jouait en défense.

## Biographie

### Carrière en club
Trois fois champion du Pérou avec l'Alianza Lima en 2001, 2003 et 2004, Walter Vílchez a l'occasion de disputer 16 matchs de Copa Libertadores avec le club Blanquiazul (pour un but marqué) lors des éditions 2003, 2004 et 2012.
Il se distingue également au sein du Sporting Cristal où il remporte deux championnats du Pérou en 2005 et 2012, en plus de disputer l'édition 2006 de la Copa Libertadores (quatre matchs).
Il connaît quelques expériences à l'étranger, notamment au Mexique lorsqu'il joue au Cruz Azul en 2007, suivi du Club Puebla entre 2007 et 2009. Préalablement, il avait joué pour l'Olimpo, en Argentine, entre 2004 et 2005. En 2013, il s'engage dans son dernier club à l'étranger, le Chivas USA, aux États-Unis.
Rentré au Pérou définitivement en 2014, il termine sa carrière en 2019 en jouant pour le Comerciantes Unidos.

### Carrière en équipe nationale
International péruvien, Walter Vílchez reçoit 64 sélections entre 2001 et 2012. Il joue quatre éditions de Copa América en 2001, 2004, 2007 et 2011. Il atteint notamment la troisième place lors de ce dernier tournoi.
Il marque son seul but international lors d'un match amical à Tacna face au Chili, le 17 août 2005 (victoire 3-1).

## Palmarès

### En club
| Alianza Lima - Championnat du Pérou (3) : - Champion : 2001, 2003 et 2004. |  | Sporting Cristal - Championnat du Pérou (2) : - Champion : 2005 et 2012. |

### En sélection
Pérou
- Copa América :
  - Troisième : 2011.